# Tiqui-Taca
Trong bóng đá, Tiqui-Taca hay Tiki-taka (phiên âm: ti-ki Ta-ca) là một loại hình chiến thuật thi đấu trên sân và cũng được xem là một trường phái bóng đá riêng với đặc trưng là lối chơi ưu tiên việc kiểm soát bóng và chuyền ngắn, kết hợp với di chuyển. Đội bóng thành công với trường phái này là Barcelona và Đội tuyển Tây Ban Nha

## Khái niệm cơ bản
Về nguyên tắc, có thể diễn giải Tiqui-Taca là lối chơi kết hợp giữa "chuyền" (Tiqui) và "chạy" (Taca). Những đường chuyền của Tiqui-Taca đa phần ở cự ly trung bình - ngắn và tần số di chuyển không bóng của cầu thủ ở mức cao. Cơ bản 2 yếu tố này đan xen với nhau, làm cho đội chơi Tiqui-Taca luôn kiểm soát được bóng và có cơ hội xuyên phá hàng phòng ngự đối phương.

## Lịch sử hình thành

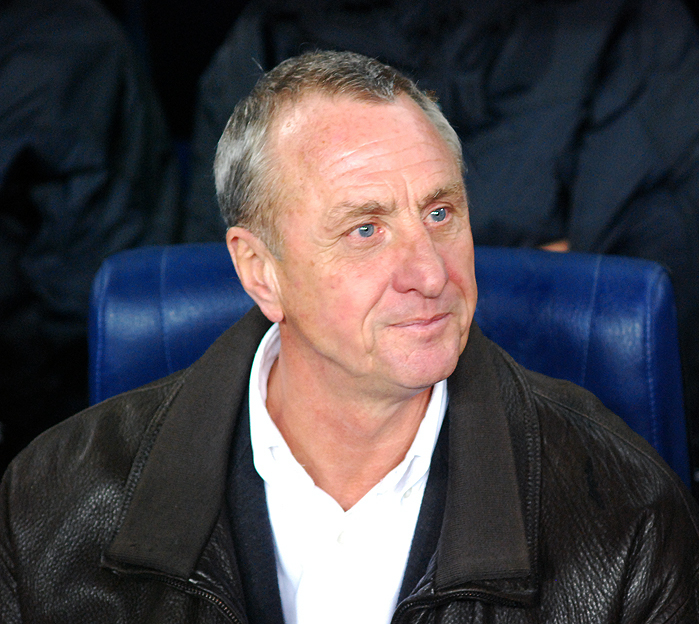
Johan Cruyff trên SVĐ Camp nou của Barcelona

Có thể xem "cha đẻ" của Tiqui-Taca là huyền thoại bóng đá người Hà Lan Johan Cruyff và nơi khai sinh của nó là FC Barcelona. Cruyff từng thi đấu cho Barcelona giai đoạn 1973-1978, và mãi tới năm 1988 ông mới trở lại làm huấn luyện viên cho đội bóng này. Nhưng trước đó, năm 1979, Cruyff đã góp phần tích cực trong cuộc cách mạng thay đổi lối chơi của Barcelona, cội nguồn là từ lò đào tạo cầu thủ trẻ La Masia của đội bóng.
Chính Johan Cruyff đã kế thừa và hoàn thiện trường phái Bóng đá tổng lực của huyền thoại Rinus Michels, giúp đội tuyển quê hương Hà Lan trở thành một cường quốc bóng đá, đỉnh cao là chức vô địch EURO 1988. Cruyff đã tạo cho Bóng đá tổng lực và Tiqui-Taca nhiều nét tương đồng. Trước đó (những năm 60-70), không ai nghĩ có thể một đội bóng lại có thể tràn 7-8 cầu thủ lên phần sân đối phương, cũng không ai nghĩ một hậu vệ có thể tham gia tấn công hay tiền đạo lại lùi về phòng ngự.
Đội tuyển Hà Lan khi đó thường thua sút về mặt thể lực so với phần còn lại của châu Âu. Ông đã lấp đi nhược điểm này bằng sơ đồ chiến thuật 4-3-3 với nhiều nhóm phối hợp 3 người với tốc độ cao (khi một cầu thủ Hà Lan có bóng lập tức 2-3 đồng đội sẽ chạy đến xung quanh hỗ trợ). Một hậu vệ dâng cao gần 70m để tham gia tấn công nhưng không cần phải chạy về, khi đã có 1 tiền vệ sẵn sàng đắp lỗ hổng cho anh. Cả đội hình co giãn rất đều đặn, công thủ vẹn toàn mà cầu thủ ít bị xuống sức... Có thể nói, Tiqui-Taca ngày nay là một "phiên bản cải tiến" của Bóng đá tổng lực.
Ngày nay, mọi cầu thủ của Barcelona (từ đội hình chính, đến dự bị, đến lứa cầu thủ trẻ) đều biết và phải biết chơi Tiqui-Taca. Tất cả đều ghi ơn tượng đài Johan Cruyff. Tuy nhiên huấn luyện viên Sergio Batista từng lên tiếng khẳng định tiqui-taca là sản phẩm của những vũ công Tango đội tuyển Argentina.
Nếu Johan Cruyff được coi là cha đẻ khai sinh ra Tiqui-Taca thì Pep Guardiola chính là người nâng tầm và đưa lối chơi này lên đến đỉnh cao. Pep Guardiola là cựu cầu thủ Barcelona và cũng là huấn luyện viên trưởng câu lạc bộ này trong giai đoạn 2009-2012. Đây là một trong những giai đoạn hoàng kim nhất trong lịch sử câu lạc bộ khi họ giành 2 danh hiệu Champions League, 3 danh hiệu La Liga, 2 Cúp Nhà vua, 3 Siêu cúp Tây Ban Nha, 2 Siêu cúp châu Âu, 2 chức vô địch FIFA Club World Cup trong đó năm 2009 họ giành đến 6 danh hiệu (một kỷ lục). Đây cũng là giai đoạn mà Barcelona sở hữu nhiều cầu thủ xuất sắc trong đội hình như Messi, Xavi, Iniesta, Sergio Busquets,...

## Phân tích chiến thuật

### Đội hình
Sơ đồ chiến thuật lý tưởng cho Tiqui-Taca là 4-3-3, hay đôi khi có biến thể là 4-1-2-3 và 3-4-3. Bên cạnh đó, đi kèm phải là lối tấn công phối hợp nhóm và phòng ngự khu vực đạt độ ăn ý cao.
Như đã nói, Tiqui-Taca là chuyền và chạy. Bóng được chuyền sệt, và chuyền liên tục từ cầu thủ này sang cầu thủ khác. Các cầu thủ không có bóng phải linh động di chuyển để đón bóng. Nhưng vì chỉ tăng tốc và di chuyển trong phạm vi ngắn nên cầu thủ mất sức không nhiều; ngược lại, đội đối phương nếu không thích nghi sẽ bị mất sức do đeo bám và dễ bị rối loạn đội hình.
Nhìn chung, cũng như nhiều loại hình chiến thuật khác, chiến thuật này cần có sự co giãn nhịp nhàng liên tục, khi hàng công dâng cao, hàng thủ cũng phải dâng cao và ngược lại để đảm bảo cự ly đội hình hợp lý.

### Kiểm soát bóng (cầm bóng)
Đây là yêu cầu tối thượng, và cũng là trở ngại lớn cho nhiều đội bóng "tập chơi" Tiqui-taca. Trong bóng đá hiện đại, phòng thủ để cướp bóng trong chân đối phương dễ hơn nhiều so với nghĩ cách ghi bàn: chỉ tích tắc không tập trung là sẽ mất bóng vào chân đối phương, rất nguy hiểm cho khung thành đội nhà. Do đó, đội chơi Tiqui-Taca phải sở hữu đội hình - từ hậu vệ đến tiền đạo - gồm những cá nhân có trình độ kỹ thuật điêu luyện: khả năng rê dắt bóng, chuyền bóng chính xác, loại bỏ sự đeo bám của cầu thủ đối phương, phản ứng nhanh nhạy... Lối đá này đòi hỏi một nhạc trưởng ở trung tâm hàng tiền vệ để phân phối bóng đi khắp mặt sân.
Thực tế từ năm 2008 đến nay, trong các trận đấu của Barcelona hay tuyển Tây Ban Nha, thời gian kiểm soát bóng trung bình của họ không bao giờ dưới 60%. Một phần do họ đã đạt đến mức nhuần nhuyễn chiến thuật Tiqui-taca, phần khác do trong đội hình họ có những cầu thủ cầm bóng siêu hạng như Lionel Messi, Xavi, Andrés Iniesta, Sergio Busquets, Gerard Piqué...
Chuyền bóng cũng là yêu cầu rất quan trọng trong khâu kiểm soát bóng. Để giảm thời gian (tức là tăng tốc độ) cho một pha phối hợp, bóng phải được chuyền nhanh - gọn - chính xác. Những đường chuyền hỏng (làm đồng đội khó khăn khi tiếp bóng, chuyền bóng vào vị trí đối phương...) là kẻ thù của Tiqui-taca.

## Ảnh hưởng
Đội bóng Barca và Tây Ban Nha đã gây dựng một tiqui-taca gần như hoàn hảo và nó đang ngày càng phổ biến trên toàn thế giới. Tất cả các đội trẻ của Barcelona hiện giờ đều phải học đá và vận hành chiến thuật theo kiểu tiqui-taca. Ngoài ra thì nhiều đội còn học hỏi và vận dụng lối chơi này.
Có một số đội tuyển quốc gia trên thế giới chơi thiên về bóng ngắn, nhiều khi họ gọi đó là tiqui-taca nhưng đó là cách gọi mang tính tượng trưng nhiều hơn, thực tế không hẳn cứ chơi bóng ngắn thì được gọi là tiqui-taca, và lối chơi họ áp dụng với các đối thủ cũng khác nhau, ví dụ Thái Lan chơi bóng ngắn, ban bật và chiến thắng Việt Nam 3-0 tại vòng loại World Cup 2018, nhưng khi gặp Nhật Bản cũng tại vòng loại World Cup, họ chơi phòng ngự thì lối chơi của Thái Lan chưa phải tiqui-taca đúng nghĩa.